# Luis Auserón
Luis Auserón Marruedo (Zaragoza, 24 de diciembre de 1955) es un guitarrista y cantante español, bajista del grupo musical Radio Futura (1979-1992), que fue inicialmente enmarcado en la llamada "Movida madrileña", con una trayectoria posterior en solitario.
Es hermano de Santiago Auserón (n. 1954), compositor y vocalista y también integrante del grupo Radio Futura.

## Biografía
En su juventud, trabajó como topógrafo y delineante, iniciándose al mismo tiempo en la pintura como aficionado, lo que le llevó a participar en algunas exposiciones colectivas junto a artistas plásticos como Herminio Molero. Se llegó a hablar de su obra en 1979 en el programa de TVE Imágenes, presentado por Paloma Chamorro. En esa época, inició también estudios de arquitectura, que abandonó para dedicarse a la música.

### Etapa en Radio Futura
Fue uno de los miembros fundadores del grupo musical Radio Futura, cuya trayectoria se extendió de 1979 a 1992. Fue coautor (en muchos casos, junto con su hermano, Santiago Auserón, cantante y líder del grupo) de temas como Rompeolas, Dance usted, Escuela de calor, La ley, Un africano por la Gran Vía, Semilla negra, El tonto Simón, Han caído los dos, A cara o cruz, Al otro lado, Radar o Mercuriana, y autor único del tema El viento de África (incluido en el disco De un país en llamas). Al mismo tiempo, fundó con sus compañeros de grupo la oficina de producción independiente Animal Tour. Tras la disolución de la banda, se dedicó a viajar por América, investigando especialmente la evolución del rock brasileño.

### Trayectoria en solitario
En 1994 grabó entre Madrid y Londres su primer disco en solitario, En la cabeza, en el que contó con la colaboración de músicos como Raimundo Amador, Josele Santiago y Antonio Smash. Tres años más tarde, en 1997, coprodujo el segundo disco de Juan Perro, La huella sonora. Ese mismo año produjo también su propio segundo disco, El caos y el orden. Más tarde, formó con su antiguo compañero de Radio Futura Enrique Sierra y la vocalista Pilar Román Klub, grupo de música de baile con el que editó un disco en 1999. A partir de entonces, se dedicó a labores de producción, trabajando con grupos como Venerea, Guerrilla, Gorila y Malevaje en su propio estudio de grabación, llamado primero Sonora Estudio y finalmente Broken Robot.
En 2005 se embarcó, junto a su hermano Santiago, en el proyecto Las malas lenguas, inicialmente una gira y posteriormente un disco de adaptaciones al castellano de clásicos del rock y del blues como Heartbreak Hotel de Elvis Presley o I Heard It Through the Grapevine de Marvin Gaye.
En 2007 formó, junto a Isabel Dimas (voz), Matías Coulón (guitarra) y Chema Animal (batería), el grupo de rock de vanguardia Amantes del eco, y produjo su primer disco en su propio estudio de grabación.
En 2009 editó el disco de versiones Rubbish Garbage Junk Punk, en el que homenajeó a artistas como Alex Chilton, Iggy Pop o Comsat Angels.
En 2012 editó su tercer disco en solitario, titulado Lejos.
En 2016 publica su disco Lógica y proporción.

## Discografía

### Álbumes de estudio

#### Con Radio Futura
- Música moderna (1980, Hispavox)
- La ley del desierto / La ley del mar (1984, Ariola)
- De un país en llamas (1985, Ariola)
- La canción de Juan Perro (1987, Ariola)
- Veneno en la piel (1990, BMG Ariola)

#### Сon Santiago Auserón
| Título            | Detalles                                                                   | Listas |
| Título            | Detalles                                                                   | ESP    |
| ----------------- | -------------------------------------------------------------------------- | ------ |
| Las malas lenguas | - Artista: Santiago y Luis Auserón - Lanzamiento: 2006 - Discográfica: Dro | 14     |